# Aka Akasaka
Aka Akasaka (赤坂 アカ, Akasaka Aka, Sado, Niigata, Japão, 29 de agosto, 1988) é um artista e escritor de mangá japonês conhecido por escrever e ilustrar Kaguya-sama wa Kokurasetai: Tensai-tachi no Renai Zunousen que foi adaptado para anime durante o ano de 2019. Akasaka também é conhecido por escrever Oshi No Ko que foi adaptado para anime e estreiou em abril de 2023.

## Biografia
Sua série Kaguya-sama: Love Is War foi serializada na Miracle Jump da Shueisha entre maio de 2015 e janeiro de 2016, depois foi transferida para a Weekly Young Jump a partir de março de 2016. Foi o 9º mangá mais vendido no Japão em 2019, com mais de 4 milhões de cópias vendidas. Em 2020, ele ganhou o 65º Prêmio Shogakukan de Mangá na categoria geral com seu mangá. A partir de abril de 2020, sua obra Oshi no Ko, ilustrada por Mengo Yokoyari, é serializada na Weekly Young Jump e é sua segunda série ativa na revista ao mesmo tempo. Em agosto de 2021, Oshi no Ko ganhou o Prêmio Next Manga na categoria impressa.
Após o fim de Kaguya-sama, Aka anunciou em 3 de novembro de 2022 que se aposentaria do desenho de mangá para se concentrar na escrita.  Além disso, ele contribuiu para os fundo do videogame visual novel Wonderful Everyday, lançado no Japão em 2010.